# Krypto et les Super-Animaux
Pour plus de détails, voir Fiche technique et Distribution.
Krypto et les Super-Animaux (DC League of Super-Pets), ou Krypto, Super Chien au Québec, est un film d'animation américain réalisé par Jared Stern et Sam Levine, sorti en 2022. Le film réunit plusieurs vedettes pour la distribution vocale telles que Dwayne Johnson, Kevin Hart, Kate McKinnon, John Krasinski et Keanu Reeves.
Le film montre la ligue des justiciers qui est capturée par Lex Luthor et Lulu, son cochon d'Inde. Krypto, le chien de Superman, décide donc de former une équipe d'animaux aux super-pouvoirs pour aller le sauver. Ensemble, Krypto et ces animaux courageux mais plutôt maladroits, vont tout faire pour vaincre Lulu et Lex Luthor et sauver la ligue des justiciers.
Le film est un succès, reçoit des critiques positives et arrive no 1 au box-office.

## Synopsis
Superman grandit avec un Labrador Retriever Kryptonien nommé Krypto, qui s'appelle Bark Kent dans la vie de tous les jours, les deux Kryptoniens ont passé leur vie à Smallville, élevés par le couple de fermiers : Jonathan et Martha Kent (Clark comme le fils adoptif des fermiers et Krypto comme l'animal domestique de la famille). Krypto se sent jaloux quand Clark Kent commence à sortir avec Lois Lane, alors Superman se rend dans un refuge pour animaux pour trouver un ami à Krypto. Un chien boxer nommé Ace tente de s'échapper de l'abri, mais Krypto l'arrête. Plus tard, Superman et Krypto repèrent leur ennemi juré, Lex Luthor le PDG de LexCorp, sous le choc d'un météore attaché à la kryptonite orange et le capture avec un rayon tracteur, dans l'intention d'acquérir des super pouvoirs. Il est facilement vaincu par les deux super héros et la Ligue des Justiciers sans acquérir le moindre pouvoir.
Pendant ce temps, Lulu, un cochon d'inde cobaye de LexCorp envoyé au refuge, enroule un morceau de kryptonite orange avec son propre rayon tracteur, ce qui lui donne la possibilité de voler et le don de la télékinésie. À son insu, tout le monde dans l'abri acquiert également des super pouvoirs. Ace est maintenant super fort et indestructible ; PB, un cochon ventru, peut changer de taille ; Merton, une tortue myope, devient ultra-rapide ; et Chip, un écureuil paranoïaque, obtient des pouvoirs d'électrokinésie. À la maison, Superman et Krypto se disputent lorsque le premier envisage de proposer le mariage à Lois. Cependant, Clark est capturé par Lulu. Krypto essaie de le sauver, mais perd ses pouvoirs après avoir mangé de la kryptonite verte cachée dans un morceau de fromage. Plus tard, Krypto rencontre les animaux du refuge, qui acceptent de l'aider.
Pendant ce temps, Lulu recrute un groupe de cochons d'indes, capture la Ligue des Justiciers et se dirige vers l'île de Stryker pour libérer Lex Luthor, pensant naïvement qu’il se soucie d’elle. Les animaux du refuge tentent de l'arrêter, mais échouent lamentablement. Ils se regroupent dans la salle des Justiciers, où Ace dit à un Krypto désemparé qu'il était le chiot d'une famille avec un enfant en bas âge. Un jour, l'enfant a failli tomber dans les escaliers quand Ace lui a mordu le bras et l'a tirée en sécurité. En voyant les morsures, les parents ont supposé qu'Ace l'avait attaquée et l'ont alors envoyé au refuge. Cependant, Ace reste fidèle à ses actions et à ses idéaux. Encouragé, Krypto conduit les animaux de compagnie à LexCorp. Là-bas, un chaton nommé Moustache, que Lulu a sauvé du refuge et qui peut désormais créer des armes à volonté, les attaque, mais l'équipe piège le chaton. À Stryker's Island, les animaux de compagnie du refuge affrontent Lulu, mais se retrouvent piégés dans des cellules de prison lorsqu'elle menace de tuer Krypto. Lulu libère Luthor, qui la trahit et l'enferme dans sa propre cellule tout en libérant Mercy Graves. Malgré se choque, Lulu se libère de sa prison sans efforts et décide de détruire la Ligue des Justiciers et Luthor par elle-même.
La Kryptonite traverse le système de Krypto, restaurant ses pouvoirs. Il se libère lui-même et les autres super animaux de compagnie hors de prison et tente de libérer la Ligue des Justiciers, mais Lulu les envoie dans l'espace avec Luthor. Afin de bloquer Krypto, elle tente de tuer Lois. Cependant, les autres super animaux de compagnie sauvent la Ligue des Justiciers tandis que Krypto sauve Lois et bat Lulu, mais elle absorbe la kryptonite orange, devenant une version mutante d'elle-même de la taille d'un kaiju. La Ligue et les animaux font équipe pour l'arrêter. Réalisant qu'elle est devenue trop puissante, Krypto décide d'utiliser le "Coup de Patte astral", un mouvement qui peut vaincre n'importe quel super-vilain, mais tuera probablement son utilisateur. L'attaque provoque une explosion massive qui enlève la kryptonite du cerveau de Lulu et, peu de temps après, 2 des hamsters au service de Lulu : Mark et Keith, la piègent dans un stand de hot-dogs. Krypto accepte son sort, mais Ace utilise son invulnérabilité pour le sauver.
Dans la foulée, Krypto accepte que Superman épouse Lois. Les animaux de compagnie du refuge, Mark et Keith, sont adoptés par le reste de la Ligue des Justiciers, Ace étant adopté par Batman. Quelque temps plus tard, les animaux ont formé leur propre équipe de super-héros appelée la "Ligue des Super-Animaux".
Scène mi-crédits
Luthor est toujours piégé dans sa prison et demande à tous les super-animaux qui passent de le libérer, en voyant Moustache, il pense être sauvé mais passe à côté de lui en ignorant ce qui se passe, sous les yeux désemparés de Lex. Pendant ce temps, Lulu est libérée par Mercy, qui l'adopte.
Scène post-crédits
Krypto et Superman rencontrent Black Adam et son chien, Anubis. Krypto les trompe en volant vers Pluton devant Anubis et Black Adam qui observent la scène stupéfaits.

## Fiche technique
Sauf indication contraire, les informations mentionnées dans cette section peuvent être confirmées par la base de données cinématographiques IMDb,  présente dans la section « Liens externes ».
- Titre original : DC League of Super-Pets[3]
- Titre français : Krypto et les Super-Animaux[4]
- Titre québécois : Krypto, Super Chien[5]
- Réalisation : Jared Stern et Sam Levine
- Scénario : Jared Stern et John Whittington
- Musique : Steve Jablonsky
- Montage : David Egan et Jhoanne Reyes
- Production : Jared Stern, Dwayne Johnson, Dany Garcia, Hiram Garcia, Patty Hicks
  - Production exécutive : Glenn Ficarra, John Requa, Nicholas Stoller
- Sociétés de production : Warner Animation Group, DC Entertainment, Seven Bucks Productions et A Stern Talking To
- Société de distribution : Warner Bros. (États-Unis, France)
- Pays de production :  États-Unis
- Langue originale : anglais
- Format : couleur - 2,39:1 - son Dolby Digital
- Genre : Animation, comédie, aventure, action et science-fiction
- Dates de sortie[4] :
  - France : 27 juillet 2022
  - États-Unis et Québec : 29 juillet 2022[5]

## Distribution
Sauf indication contraire, les informations mentionnées dans cette section peuvent être confirmées par la base de données cinématographiques IMDb,  présente dans la section « Liens externes ».

### Voix originales
- Dwayne Johnson : Krypto, le chien de Superman ; Teth-Adam / Black Adam et son chien Anubis (scène post-générique)
- Kevin Hart : Ace le Bat-Chien, le chien de Batman
- Kate McKinnon : Lulu le cochon d'Inde
- John Krasinski : Clark Kent / Superman
- Vanessa Bayer : PB le cochon vietnamien
- Natasha Lyonne : Merton la tortue
- Diego Luna : Chip l'écureuil roux
- Marc Maron : Lex Luthor
- Keanu Reeves : Bruce Wayne / Batman
- Thomas Middleditch et Ben Schwartz : Keith et Mark les cochons d'Inde
- Olivia Wilde : Lois Lane
- Maya Erskine : Mercy Graves
- Yvette Nicole Brown : Patty
- Jameela Jamil : Diana Prince / Wonder Woman
- Jemaine Clement : Arthur Curry / Aquaman
- John Early : Barry Allen / Flash
- Dascha Polanco[6] : Jessica Cruz / Green Lantern
- Daveed Diggs : Victor Stone / Cyborg
- Alfred Molina : Jor-El, le père de Superman
- Lena Headey : Lara, la mère de Superman
- Keith David : Dog-El, le père de Krypto
- Busy Philipps : Foofy Dog
- Dan Fogler : Carl
- Winona Bradshaw : Whiskers
- Sam Levine : Boston Terrier
- Richard Arnold (en) : Waffles

### Voix françaises
- David Krüger : Krypto, le chien de Superman / Teth-Adam / Black Adam et son chien Anubis (scène post-générique)
- Christophe Peyroux : Ace le Bat-Chien
- Muriel Robin : Lulu le cochon d'Inde
- Marc Arnaud : Clark Kent / Superman
- Olivia Luccioni : PB le cochon
- Lily Rubens : Merton la tortue
- Soprano : Chip l'écureuil
- Denis Brogniart : Lex Luthor
- Adrien Antoine : Bruce Wayne / Batman
- Antoine Schoumsky et Donald Reignoux : Keith et Mark les cochons d'Inde
- Barbara Beretta : Lois Lane
- Lionel Tua : Arthur Curry / Aquaman
- Christophe Lemoine : Barry Allen / Flash
- Lou Viguier : Jessica Cruz / Green Lantern
- Daniel Njo Lobé : Victor Stone / Cyborg
- Florian Wormser : Jor-El, le père de Superman
- Émilie Bouillier de Branche : Moustache
- Jim Redler : le Boston Terrier
- version française réalisé par la société de doublage Dubbing Brothers, sous la direction artistique de Virginie Méry, avec une adaptation des dialogues d'Agnès Dusautoir[7].

 Source et légende : version française (VF) sur RS Doublage DC Planet, Allociné, Cinéma-jeux actu, selon le générique de fin et le carton du doublage français cinématographique.

### Voix québécoises
- Benoît Rousseau : Krypto / Teth-Adam / Black Adam
- Nicholas Savard L'Herbier : Ace
- Annie Girard : Lulu
- Mylène Mackay : PB
- Émilie Bibeau : Merton
- Kevin Houle : Chip
- Frédérik Zacharek : Clark Kent / Superman
- Daniel Picard : Bruce Wayne / Batman
- Aline Pinsonneault : Loïs Lane
- Fayolle Jean Jr. : Lex Luthor
- Marianne Chénier : Moustache
- Hugolin Chevrette-Landesque et Maël Davan-Soulas : Keith et Mark
- Marika Lhoumeau : Wonder Woman
- Louis-Philippe Dandenault : Aquaman
- Louis-Philippe Berthiaume : Flash
- Alexis Lefebvre : Cyborg
- version québécoise réalisée par la société de doublage Difuze, sous la direction artistique de Natalie Hamel-Roy, avec une adaptation des dialogues d'Andréane Girard[12].

 Source et légende : version québécoise (VQ) sur Doublage.qc.ca

## Production

### Développement
En 2018, un film, consacré à l'équipe de « super-animaux » de l'univers DC, est annoncé, coécrit et réalisé par Jared Stern,.
Au lancement du projet, le film devait initialement être nommé DC Super Pets,, puis a finalement été intitulé DC League of Super-Pets.

### Attribution des rôles

#### En version originale
En mai 2021, Dwayne Johnson est officiellement annoncé pour être la voix du super-chien Krypto,. En juin 2021, Kevin Hart est annoncé dans le rôle du chien Ace, tandis que Keanu Reeves, Kate McKinnon, Vanessa Bayer, John Krasinski, Diego Luna et Natasha Lyonne sont annoncés dans des rôles non divulgués. En septembre 2021, Marc Maron est annoncé dans le rôle de Lex Luthor.
En mars 2022, Keanu Reeves est annoncé dans le rôle de Batman. En juillet 2022, une série d'affiches révèle le reste de la distribution dont Olivia Wilde dans le rôle de Lois Lane ou encore Jemaine Clement dans celui d'Arthur Curry / Aquaman. Dans un tweet datant du 22 novembre 2022, Krasinski révèle être la voix de Superman.

#### En version française
Sur l'affiche française du film, il est révélé que trois célébrités participent au doublage du film : La comédienne et humoriste Muriel Robin qui est la voix française de Lulu, le cochon d'inde maléfique de Lex Luthor, le rappeur et chanteur Soprano, la voix française de Chip l'écureuil et animal de Green Lantern et l'animateur de TF1 Denis Brogniart, la voix française de Lex Luthor, le milliardaire et ennemi juré de Superman.

## Accueil

### Accueil critique
Dans le monde anglo-saxon, les sites Rotten Tomatoes et Metacritic donnent respectivement les notes moyennes de 70% et 56/100,.
En France, le site Allociné propose une moyenne de 3,4/5 à partir de l'interprétation de 10 critiques de presse rencensées.

### Box-office
Lors de sa première journée d'exploitation en France, le film d'animation se classe numéro 1 au box-office des nouveautés avec plus de 90 565 entrées, dont 27 222 en avant-première, pour 594 copies. Pour sa première semaine, le film se place en 3e position du box-office avec 333 361 entrées. Au classement, le film est précédé des Minions 2 (351 988) et suivi par Top Gun: Maverick (188 380). La semaine suivante, le dessin animé et ses 222 730 tickets supplémentaires perdent une place au classement au profit de Thor: Love and Thunder (250 210), tout en restant devant Top Gun: Maverick (165 278). La semaine suivante, le film réalise 191 457 entrées supplémentaires.
Après un mois d'exploitation (24 août 2022), le long-métrage d'animation se glisse quatrième du box-office avec 188 955 entrées supplémentaires, derrière One Piece Film: Red (199 387) et devant l'infatigable Top Gun: Maverick (175 191).